# Dehowa
Dehowa (ukr. Дегова) – wieś na Ukrainie, w obwodzie iwanofrankiwskim, w rejonie rohatyńskim. W 2001 roku liczyła 322 mieszkańców.
Wieś Dechowa własność rodziny Herburtów w połowie XVI wieku, położona była w powiecie lwowskim ziemi lwowskiej.